# Apicia fusilinea
Apicia fusilinea là một loài bướm đêm trong họ Geometridae.